# Arnfinn Bårdsen
Arnfinn Bårdsen (* 11. Juni oder 11. Juli 1966 in Stavanger) ist ein norwegischer Jurist und Richter am Europäischen Gerichtshof für Menschenrechte.

## Leben und Wirken
Bårdsen studierte Rechtswissenschaften an der Universität Bergen, wo er 1992 mit einer Masterarbeit über die Europäische Menschenrechtskonvention seinen Abschluss machte. Anschließend war er als Doktorand an der Universität Bergen tätig und hielt dort und an der Universität Tromsø Vorlesungen über die Menschenrechte. Von 1994 bis 1995 war er außerdem als Assistenzrichter am Bezirksgericht von Jæren tätig. 1999 wurde er von der Universität Bergen mit einer Arbeit über die individuellen Rechtsschutzzugänge zum Europäischen Gerichtshof für Menschenrechte zum Dr. iur. promoviert. Nach seiner Promotion wurde Bårdsen Assistenzprofessor an der Universität Bergen. 2003 wurde er Richter am Gulating lagmannsrett, dem Berufungsgericht für die Provinzen Rogaland, Hordaland und Sogn og Fjordane und dessen Präsident er später wurde. 2008 wurde Bårdsen Richter am Obersten Gerichtshof Norwegens. Diese Stellung hatte er bis 2018 inne. Außerdem war er Mitglied einiger Kommissionen, unter anderem zur Reform des norwegischen Zivilprozessrechts.
Im Oktober 2018 wurde Bårdsen als Nachfolger von Erik Møse als Vertreter Norwegens zum Richter am Europäischen Gerichtshof für Menschenrechte gewählt. Er trat seine voraussichtlich bis 2027 dauernde Amtszeit am 1. Januar 2019 an.